# Taylor Worth
Taylor Worth (ur. 8 stycznia 1991 w Busselton) – australijski łucznik, brązowy medalista olimpijski z Rio de Janeiro 2016, halowy wicemistrz świata.

## Wyniki
| Impreza            | Rok            | Miejsce          | Konkurencja   | Pozycja     |                      |      |        |               |            |
| ------------------ | -------------- | ---------------- | ------------- | ----------- | -------------------- | ---- | ------ | ------------- | ---------- |
| Impreza            | Rok            | Miejsce          | Konkurencja   | Pozycja     | Igrzyska olimpijskie | 2012 | Londyn | indywidualnie | 9. miejsce |
| 2016               | Rio de Janeiro | indywidualnie    | 5. miejsce    |             | Igrzyska olimpijskie |      |        |               |            |
| 2016               | Rio de Janeiro | drużynowo        | brąz          |             | Igrzyska olimpijskie |      |        |               |            |
| 2020               | Tokio          | indywidualnie    | 9. miejsce    |             | Igrzyska olimpijskie |      |        |               |            |
| 2020               | Tokio          | drużynowo        | 9. miejsce    |             | Igrzyska olimpijskie |      |        |               |            |
| 2020               | Tokio          | mikst            | 25. miejsce   |             | Igrzyska olimpijskie |      |        |               |            |
| Mistrzostwa świata | 2011           | Turyn            | indywidualnie | 57. miejsce |                      |      |        |               |            |
| Mistrzostwa świata | 2013           | Antalya          | indywidualnie | 7. miejsce  |                      |      |        |               |            |
| Mistrzostwa świata | 2013           | Antalya          | drużynowo     | 9. miejsce  |                      |      |        |               |            |
| Mistrzostwa świata | 2013           | Antalya          | mikst         | 18. miejsce |                      |      |        |               |            |
| Mistrzostwa świata | 2015           | Kopenhaga        | indywidualnie | 9. miejsce  |                      |      |        |               |            |
| Mistrzostwa świata | 2015           | Kopenhaga        | drużynowo     | 8. miejsce  |                      |      |        |               |            |
| Mistrzostwa świata | 2015           | Kopenhaga        | mikst         | 9. miejsce  |                      |      |        |               |            |
| Mistrzostwa świata | 2017           | Meksyk           | indywidualnie | 33. miejsce |                      |      |        |               |            |
| Mistrzostwa świata | 2019           | ’s-Hertogenbosch | indywidualnie | 57. miejsce |                      |      |        |               |            |
| Mistrzostwa świata | 2019           | ’s-Hertogenbosch | drużynowo     | 5. miejsce  |                      |      |        |               |            |